# پنگوئن راست‌کاکل
پنگوئن راست‌کاکل یا پنگوئن کاکل‌افراشته (به انگلیسی: Erect-crested Penguin) گونه‌ای پنگوئن اهل نیوزلند است. قد این پنگوئن‌ها ۵۰–۷۰ سانتی‌متر و وزن آن‌ها ۵٫۶–۲ کیلوگرم (۵٫۵–۱۳ پوند) است. در این گونه نیز مانند دیگر گونه‌های پنگوئن‌ها، قد و وزن نرها بیشتر است.